# 24/7 (U.D.O.)
24/7 è il primo EP della band heavy metal tedesca U.D.O.
Il disco è uscito il 27 giugno 2005 precedendo l'album Mission No. X.
La canzone Hardcore Lover, è stata originariamente registrata e pubblicata nel 1997 come bonus track dell'album Solid.

## Tracce
1. 24/7
2. Mean Streets
3. Number For A Number
4. Scream Killers
5. Hardcore Lover

## Formazione
- Udo Dirkschneider: voce
- Stefan Kaufmann: chitarra
- Igor Gianola: chitarra
- Fitty Wienhold: basso
- Francesco Jovino: batteria

### Altri musicisti
- Mathias Dieth: chitarra (traccia 5)